# Petar Keglević
Petar II. Keglević poznat kao i Petar Keglević Bužimski (?, 1476. – ?, 1554./55.), hrvatski velikaš i hrvatsko-slavonsko-dalmatinski ban iz velikaške obitelji Keglević.
Potječe iz staroga hrvatskog plemićkog roda Prklja, koji se 1322. godine spominju u dolini Zrmanje blizu Ervenika. Po Keglenu, jednom članu roda, početkom 15. stoljeća, obitelj je dobila prezime Keglević. U drugoj polovici 15. stoljeća posjedovali su tvrđavu Kegalj-grad u kninskoj županiji.
Petar je kao mladić sudjelovao u bitki na Krbavskom polju 1493. godine. Proslavio se u borbi s Turcima 1521. godine, a sudjelovao je i u mnogim drugim bitkama protiv osmanskih osvajača, među kojima u bitki kod Otočca 1543. Od 1521. – 1522. je kapetan, pa postaje ban Jajačke banovine u Jajcu onda kraljevski komesar (generalni javni tužitelj) Hrvatske i Slavonije (1533. – 1537.) i hrvatski ban od (1537. – 1542.). 
Nešto prije Mohačke bitke stekao je ius gladii.
Poslije Mohačke bitke odlučio se za Ferdinanda I. Habsburški protiv Ivana Zapolje. Poslije turskog osvajanja obiteljskih imanja u dolini Zrmanje, Petar kupuje 1523. posjede Kostel, Krapinu, Blinju i Totuševinu u Pounju, a kraljevskim darovanjima dobiva posjede Bijelu Stijenu kod Pakraca, Novigrad i Lobor. 
Petar Keglević je poslije smrti svog zeta Gašpara Ernušta (posljednjeg pripadnika bogate obitelji Ernušt, židovskog podrijetla) protupravno prisvojio njegova imanja u Međimurju, pa ga je kralj Ferdinand uz pomoć Nikole Šubića Zrinskog "Sigetskog" skinuo s banske časti, zaplijenio njegove posjede i dao ga zatočiti (1546.) na posjedu Kostelu. 
Godine 1548. pomilovan je i vraćen mu je dio zaplijenjenih dobara s djedovinskim dobrom Bužimom. Umro je u Kostelu ili u Krapini, a grob mu je u župnoj crkvi u Pregradi.
Ne smije se smetnut s uma da se radi o dinastijskoj borbi Habsburgovaca i Jagelovića.
Petar Keglević je bio oženjen Barbarom Strezsemley iz Streze (današnjeg Pavlin Kloštara) od obitelji Bissenus Streskih (Bissenus de Streza), koja je potjecala od Streze, ujaka kralja Dmitra Zvonimira. Streza je potjecao od Bissenusa de genere Aba, koji je bio potomak ugarskog kralja Samuela Abe (1041. – 1044.) zeta (kćerin suprug) ugarskog kneza Gejze i koji je bio potomak Csabe sina kralja Huna Atile.